# 埃德蒙顿堡

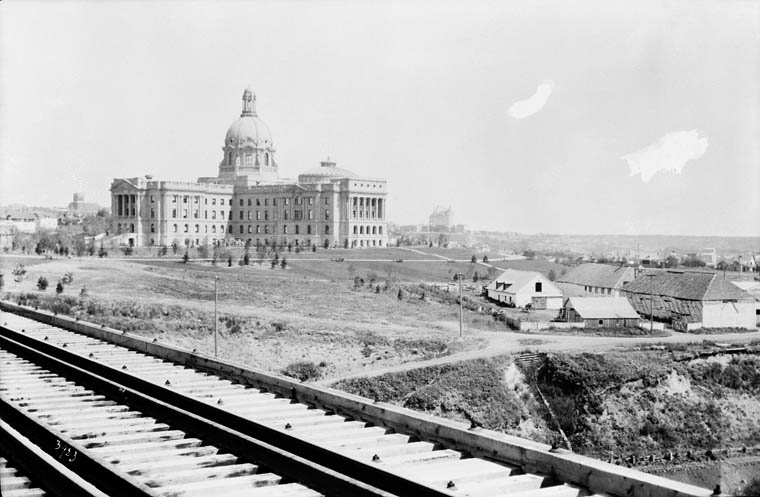
第五座愛民頓堡，靠近新立法機關大樓 (1914年)

埃德蒙顿堡（英語：Fort Edmonton）是1795年至1914年間哈得遜湾公司的一系列貿易站，這些貿易站均位於北薩斯喀徹溫河北岸，即現在的亞伯達省中部。
第五座即最後一座埃德蒙顿堡（1830-1914），最终发展成了如今加拿大亞伯達省的首府埃德蒙顿。